# Carlo Calenda
Pour les articles homonymes, voir Calenda (homonymie).
Carlo Calenda, né le 9 avril 1973 à Rome, est un entrepreneur et homme politique italien. Ministre du Développement économique entre mai 2016 et juin 2018 sous Matteo Renzi et Paolo Gentiloni, il siège au Sénat depuis octobre 2022.

## Biographie
En 1983, à l'âge de dix ans, Carlo Calenda tient le rôle de l'écolier Enrico Bottini dans la mini-série dramatique télévisée Cuore (1984) réalisée par son grand-père, Luigi Comencini. Cette mini-série, raccourcie, a été exploitée en salle la même année sous le même titre (Cuore).

### Élections de 2013
Dans le cadre des élections parlementaires anticipées des 24 et 25 février 2013, il participe à l'organisation de la coalition centriste Avec Monti pour l'Italie. Il est alors le coordonnateur d'Italia futura, poste qu'il occupe depuis 2012. Bien qu'il ait échoué à se faire élire député du Latium, il adhère au Choix civique pour l'Italie (SC).

### Dans l'administration gouvernementale
Il devient le 2 mai suivant vice-ministre du Développement économique dans le gouvernement de grande coalition dirigé par Enrico Letta. Matteo Renzi le confirme dans ses fonctions en février 2014 et lui confie la délégation du commerce international.

### Nomination à Bruxelles
Il quitte le SC en février 2015. Le 20 janvier 2016, le gouvernement annonce qu'il prendra deux mois plus tard les fonctions de représentant permanent de l'Italie auprès de l'Union européenne, alors qu'il n'appartient pas au corps diplomatique.

### Retour au gouvernement
Après moins de deux mois à ce poste, Carlo Calenda est nommé le 10 mai ministre du Développement économique en remplacement de Federica Guidi, après un mois et cinq jours d'intérim exercé par Renzi.

### Adhésion puis départ du Parti démocrate
Le 6 mars 2018, il adhère au Parti démocrate. En janvier 2019, il lance le mouvement « Siamo Europei » en vue des européennes.
Il est tête de liste du Parti démocrate dans la circonscription Italie Nord-est pour les élections européennes de 2019 en Italie.
Il quitte en novembre 2021 le groupe social-démocrate au Parlement européen pour rejoindre le groupe libéral Renew Europe.
Devenu le leader du parti centriste Action, il insiste sur le refus absolu de toute alliance avec le M5S et sur l'application stricte du programme économique libéral de Mario Draghi. Il conclut début juillet 2022 un accord avec le Parti démocrate en vue des élections générales de 2022 mais l'abandonne après seulement quelques jours, critiquant l'entrée de deux petits partis écologistes et de gauche dans cette coalition. Le Parti démocrate dénonce le « manque total de sérieux » de Calenda. « Il a décidé d'aider la droite. C'est évident que Calenda n'a comme unique allié possible que Calenda », affirme ainsi Enrico Letta.